# Gemeinschaft Unabhängiger Staaten

Mitglieder:
Vollmitglieder (8)
Beigeordnetes Mitglied (Turkmenistan)
Im Austrittsprozess (Moldau)
Ehemalige Mitglieder (Georgien, Ukraine)

Die Gemeinschaft Unabhängiger Staaten (GUS; englisch CIS; russisch Содружество Независимых Государств (СНГ)/Sodruschestwo Nesawissimych Gossudarstw (SNG), im russischen Sprachgebrauch Sodruschestwo) ist eine zwischenstaatliche Organisation, in der sich die meisten Nachfolgestaaten der Sowjetunion zur Pflege eines gemeinsamen Wirtschafts- und Sicherheitsraumes zusammengeschlossen haben. Die Gründung erfolgte am 8. Dezember 1991 durch die Staatsoberhäupter Russlands, Belarus’ und der Ukraine mit den Belowescher Vereinbarungen. Am 21. Dezember 1991 schlossen sich mit Aserbaidschan, Armenien, Kasachstan, Kirgisistan, Moldau, Tadschikistan, Turkmenistan und Usbekistan acht weitere ehemalige Sowjetrepubliken der neuen Gemeinschaft an. 1993 trat Georgien – das zunächst Abstand genommen hatte – der GUS bei. Damit bestand die GUS aus zwölf der ehemaligen 15 Sowjetrepubliken. Bis heute sind Georgien (2009) und die Ukraine (2018) wieder ausgetreten, Turkmenistan ist seit 2005 nur noch beigeordnetes Mitglied. Die drei baltischen Staaten Estland, Lettland, Litauen hielten sich von Anfang an der GUS fern.
Sitz der GUS ist die belarussische Hauptstadt Minsk, die Versammlung tagt im Taurischen Palais in St. Petersburg.
In der Europapolitik sprach man früher auch von Neue Unabhängige Staaten (NUS). Der Begriff GUS wurde oft benutzt, um die ehemaligen Mitgliedstaaten der Sowjetunion (ohne die baltischen Staaten) zu bezeichnen. Die Bezeichnung Gussen (statt Russen) wurde in den 1990er Jahren gelegentlich für Einwohner aller GUS-Staaten verwendet.
Die Mitgliedstaaten haben seit Beginn des 21. Jahrhunderts unterschiedliche außenpolitische Orientierungen und Schwerpunkte, sodass die GUS an Bedeutung verloren hat.

## Geschichte
Der wesentliche Beweggrund für die Bildung der GUS lag im Bestreben verschiedener ehemaliger sowjetischer Teilrepubliken, einen gemeinsamen Wirtschafts- und Sicherheitsraum zu schaffen, wie ihn die UdSSR dargestellt hatte. Besonders der Präsident Kasachstans, Nursultan Nasarbajew, kritisierte die Art der Auflösung der Sowjetunion und betonte die Notwendigkeit einer Zusammenarbeit der ehemaligen Sowjetrepubliken.
Seit Februar 2006 nahm Georgien nicht mehr an den Sitzungen des Verteidigungsministerrats der GUS teil. Infolge des kriegerischen Konfliktes um Südossetien erklärte Georgien am 14. August 2008 seinen Austritt aus der GUS; dieser wurde aufgrund im GUS-Vertragswerk vorgesehener Fristen am 18. August 2009 rechtsgültig.
Das Büro des ukrainischen Staatspräsidenten erklärte etwa gleichzeitig zur Austrittserklärung Georgiens, die Ukraine betrachte sich nicht mehr als GUS-Mitglied, da das Land die GUS-Satzung nicht ratifiziert habe, Präsident Wiktor Juschtschenko äußerte sich selbst dazu jedoch nicht. Unter dem Eindruck des Konfliktes zwischen Russland und Georgien brachten jedoch Abgeordnete der Regierungskoalition auch formal einen Gesetzentwurf über die Aufkündigung der GUS-Mitgliedschaft ins ukrainische Parlament ein. Laut Artikel 9 des GUS-Statuts ist ein Austritt erst 12 Monate nach dessen schriftlicher Ankündigung beim Depositar des Statuts (Belarus) möglich. Die Ukraine wollte jedoch zunächst weiter im GUS-Exekutivrat mitarbeiten, so das ukrainische Außenministerium. Der Gründerstaat Ukraine war „ein Teilnehmerstaat, kein Mitgliedstaat“, so der damalige Außenminister Wolodymyr Ohrysko 2008.
Beim EU-Gipfel in Prag am 7. Mai 2009 schlossen die sechs GUS-Mitglieder Belarus, Armenien, Aserbaidschan, Georgien, Moldau und die Ukraine mit der Europäischen Union die Östliche Partnerschaft. Russland legte gegen diesen Schritt Protest ein.

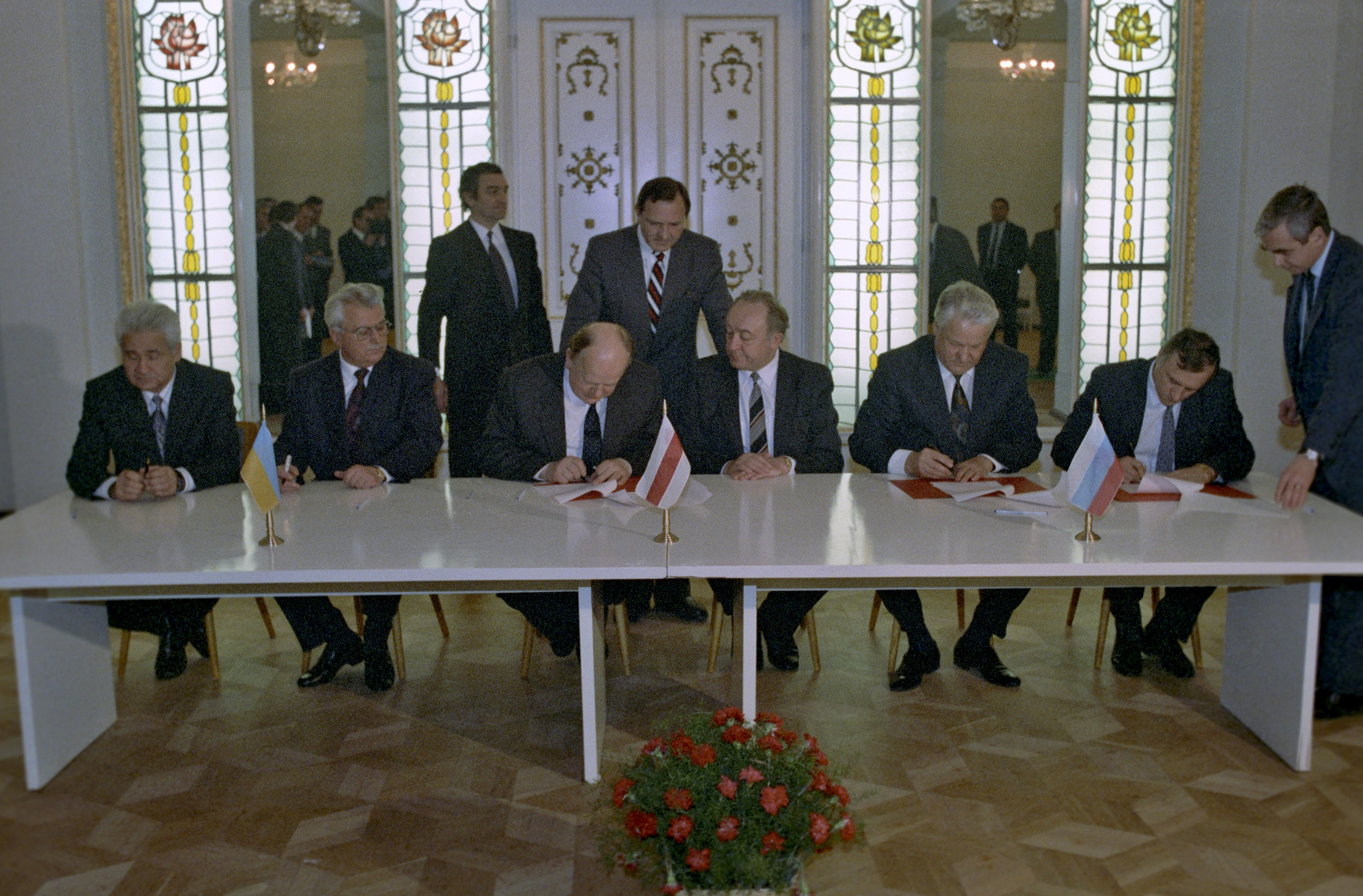
Vertragsunterzeichnung zur Auflösung der UdSSR und Gründung der GUS (1991)

Nach der völkerrechtswidrigen Annexion der Krim durch Russland beschloss der Nationale Sicherheits- und Verteidigungsrat der Ukraine am 19. März 2014 den vollständigen Rückzug der Ukraine aus der Organisation.
Im November 2014 wurde im Parlament der Ukraine der Entwurf einer Resolution zum Rückzug aus der GUS eingereicht. Die Resolution wurde vom Parlament nicht behandelt, blieb aber gemäß einer Aussage des Außenministers Klimkin vom Herbst 2016 ein offenes Thema.
Im April 2018 kündigte der ukrainische Präsident Petro Poroschenko erneut an, sein Land werde die GUS verlassen. Als Grund dafür nannte er die unzureichende Solidarität des Bündnisses infolge der Krim-Annexion. Am 19. Mai 2018 unterzeichnete er das entsprechende Dekret. Im Juli 2019 teilte der Vorsitzende des GUS-Exekutivkomitees, Sergej Lebedew der russischen Tageszeitung Iswestija mit: das Exekutivkomitee der GUS hat keine offiziellen Austrittsdokumente aus der Ukraine erhalten, sodass der Staat rechtlich immer noch Mitglied der Organisation ist. Am 31. Januar 2023 sagte er zu Journalisten der staatseigenen belarussischen Nachrichtenagentur BelTA außerdem: „die Ukraine bleibt de jure ein Mitgliedsstaat der Gemeinschaft Unabhängiger Staaten. Die ukrainische Führung hat beschlossen, aus vielen Abkommen und Vereinbarungen auszutreten. Das sind etwa 20 Prozent aller in der GUS unterzeichneten Abkommen. Das offizielle Kiew glaubt, dass die Beteiligung der Republik an diesen Abkommen nicht mehr relevant ist“. Noch im Mai 2025 führten beide Webseiten der GUS die Ukraine als Mitgliedsstaat.
Am 15. Mai 2023 kündigte Moldaus Parlamentspräsident Igor Grosu den Austritt seines Landes aus der Gemeinschaft an. Nachdem ein Gründungsmitglied der GUS, nämlich die Russische Föderation, ein anderes Gründungsmitglied – die Ukraine – „barbarisch angegriffen, Teile ihres Territoriums besetzt und zahllose ihrer Bürger getötet“ habe, könne „von einer Gemeinschaft keine Rede mehr“ sein, sagte Grosu. Zudem wurde angeführt, dass die Mitgliedschaft weder im Transnistrien-Konflikt dienlich war noch vor russischer Gaspreiserpressung schütze.

## Bedeutung

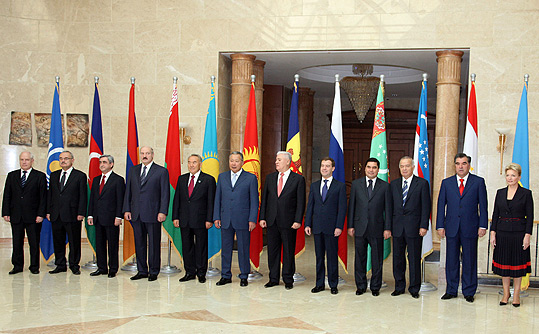
Gruppenfoto beim Treffen 2008 in Bischkek

Im 21. Jahrhundert hat die GUS an Bedeutung verloren, Gipfeltreffen finden aber immer noch statt.
Inzwischen besitzen die Mitgliedstaaten unterschiedliche außenpolitische Orientierungen und Schwerpunkte. So haben sich parallele Bündnisse und Strukturen wie die Gemeinschaft Integrierter Staaten (GIS), ein Vorläufer der 2015 gegründeten Eurasischen Wirtschaftsunion (auch Bulgarien wurde 1996 der Beitritt angeboten), die Organisation des Vertrags über kollektive Sicherheit (OVKS), die Shanghaier Organisation für Zusammenarbeit (SOZ), die GUAM, die Organisation für wirtschaftliche Zusammenarbeit, die BRICS-Staaten, die Östliche Partnerschaft, die Schwarzmeer-Wirtschaftskooperation (SMWK) und die Russisch-Belarussische Union gebildet.
Georgien, Moldau und die Ukraine sind mittlerweile über die Vertiefte und umfassende Freihandelszone (DCFTA) wirtschaftlich mit der Europäischen Union verbunden, deren Handelsbestimmungen seit dem 1. September 2014 schrittweise in Kraft treten. Von diesen drei Ländern gehört inzwischen nur noch formal Moldau zur GUS.

## Mitglieder
| Mitglieder der GUS                                        | Hauptstadt | Bevölkerung (Mio.) | Fläche (km²) |
| --------------------------------------------------------- | ---------- | ------------------ | ------------ |
| Armenien                                                  | Jerewan    | 2,99               | 29.800       |
| Aserbaidschan                                             | Baku       | 8,47               | 86.600       |
| Belarus                                                   | Minsk      | 9,85               | 207.595      |
| Kasachstan                                                | Astana     | 15,23              | 2.717.300    |
| Kirgisistan                                               | Bischkek   | 5,08               | 198.500      |
| Russland                                                  | Moskau     | 142,40             | 17.075.400   |
| Tadschikistan                                             | Duschanbe  | 7,32               | 143.100      |
| Turkmenistan (beigeordnetes Mitglied)                     | Aşgabat    | 5,04               | 488.100      |
| Usbekistan                                                | Taschkent  | 26,49              | 447.400      |
| GUS insgesamt (einschließlich Turkmenistans, ohne Moldau) | Minsk      | 222,87             | 21.393.795   |
| Zum Vergleich:                                            |            |                    |              |
| GUS ohne Turkmenistan und Moldau                          | Minsk      | 217,83             | 20.905.695   |
| Sowjetunion (1990/91)                                     | Moskau     | 289,94             | 22.402.223   |

## Mitglied im Austrittsprozess
Die Republik Moldau ist seit Juni 2022 EU-Beitrittskandidat und nahm im Oktober 2022 nicht mehr am GUS-Treffen teil. Seit dem 15. Mai 2023 läuft der Austrittsprozess, der 2024 abgeschlossen sein soll.
Insgesamt hatte die Republik Moldau im Rahmen der GUS 282 verschiedene Abkommen unterzeichnet, von denen sie im Jahr 2023 bereits 55 gekündigt hat. Im Februar 2024 wurden drei wichtige, militärische Abkommen gekündigt, da die Republik Moldau keine militärisch-politische Interaktion mehr mit der GUS unterhalte. Weitere 119 Abkommen wurden als wertlos identifiziert, von denen für 79 die Kündigung vorbereitet wird. Parallel zur Kündigung der Abkommen wurde 2023 auch die Höhe der Mitgliedsbeiträge reduziert und soll 2024 ganz eingestellt werden.[veraltet]
| Noch formelles Mitglied der GUS                    | Hauptstadt | Bevölkerung (Mio.) | Fläche (km²) |
| -------------------------------------------------- | ---------- | ------------------ | ------------ |
| Moldau (Austrittsprozess am 15. Mai 2023 begonnen) | Chișinău   | 3,15               | 33.843       |

## Ehemalige Mitglieder
| Ehemalige Mitglieder der GUS | Hauptstadt | Bevölkerung (Mio.) | Fläche (km²) |
| ---------------------------- | ---------- | ------------------ | ------------ |
| Georgien (1993–2009)         | Tiflis     | 3,72               | 69.700       |
| Ukraine (1991–2018)          | Kiew       | 46,30              | 603.700      |
| Summe                        |            | 50,02              | 673.400      |